# Eifod Berlstedt
Stig Paul Eifod Berlstedt, ursprungligen Johansson, född 5 oktober 1933 i S:t Matteus församling i Stockholm, död 2 juli 2005 i Jönköpings Kristina församling, var en svensk polis och sångare, känd som "Den sjungande polisen". Så sent som våren 2005 turnerade han i Blekinge med Christer Möller, också han polis. Eifod Berlstedt är far till journalisten Torbjörn Berlstedt (född 1963) på Jönköpings-Posten.

## Diskografi i urval
- 1982 – Den sjungande polisen
- 1984 – Önskesånger
- 1986 – Lyckan kommer lyckan går
- 1988 – Små nära ting
- 1990 – Ögonblick att minnas
- 1994 – Glöm inte bort dina vänner